# Netherlands Institute for Space Research

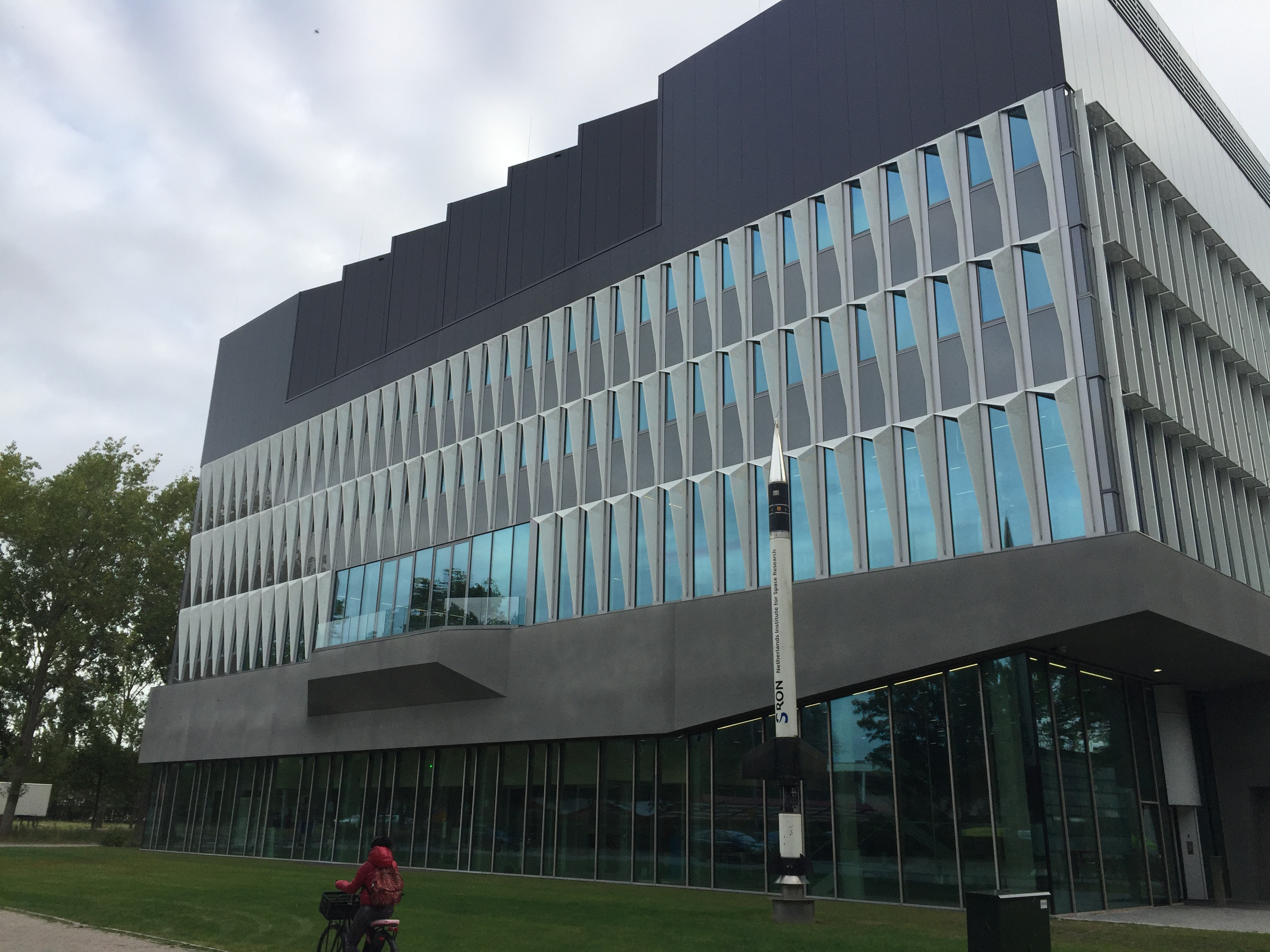
SRON Leiden

Das SRON Netherlands Institute for Space Research, frühere Bezeichnung bis 2004 Stichting RuimteOnderzoek Nederland ist eine niederländische Organisation zur Entwicklung wissenschaftlicher Instrumente für den Einsatz auf Satelliten und Raumsonden zu Zwecken der Astronomie und Erdbeobachtung.
SRON wurde 1983 gegründet und ist Teil der niederländischen Forschungsorganisation NWO. Es dient als niederländisches Zentrum für die Weltraumforschung und arbeitet mit internationalen Raumfahrtorganisationen wie ESA und NASA zusammen. Die drei Abteilungen sind:
- Hochenergieastrophysik, mit Beteiligungen an Projekten wie Astronomische Nederlandse Satelliet, COS-B, EXOSAT, Compton Gamma Ray Observatory, BeppoSAX, Chandra und XMM.
- Niederenergieastrophysik, mit Beteiligungen an Projekten wie IRAS, ISO, Herschel Space Observatory und ALMA.
- Erdbeobachtung, mit Beteiligungen an Projekten wie ERS/GOME und SCIAMACHY.

SRON unterhält Laboratorien in Utrecht und Groningen und arbeitet eng mit den dortigen Universitäten zusammen, aus denen auch Teile der Aktivitäten von SRON hervorgingen. SRON Utrecht soll nach Leiden umziehen, das dortige Gebäude wurde im Juli 2021 übergeben. 2016 hatte SRON ein Gesamtbudget von 20,1 Millionen € und 204 Mitarbeiter.
Geokoordinaten: SRON Groningen, SRON Utrecht